# Artanes Gabeliano
Artanes (em grego: Αρτάνης; romaniz.: Artánēs) ou Artém (em armênio/arménio: Արտէն; romaniz.: Artēn) foi um nobre armênio do século V da família Gabeliano, ativo durante o reinado do xainxá Isdigerdes II (r. 438–457).

## Nome
Artanes (Αρτάνης, Artánēs) ou Artines (Ἀρτίνης, Artínēs) é a forma grega do armênio Artém (Արտէն, Artēn), que segundo Hračʻya Ačaṙyan é formado por Art-, comum a outros nomes como Artavasdes, Artabano ou Artaxias / Artaxes + a partícula -ēn. O nome foi registrado no persa médio como Ardém (Ardēn), que derivou do iraniano antigo Retaina (*R̥ta-aina-; de *R̥ta-, "mente"). Foi ainda atestado em aramaico como Retim (’rtyn) e elamita como Irtena. James R. Russell propôs, dada a semelhante desse nome com Artagnes, a forma grega registrada nas inscrições do Reino de Comagena do nome do iazata da vitória Veretragna, que Artanes possa ser um nome teofórico relacionado a esse deus.

## Contexto

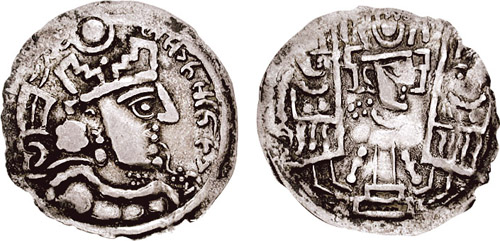
Dracma de r.

Em 428, os nacarares da Armênia peticionaram ao xainxá Vararanes V (r. 420–438) para que destronasse o rei Artaxias IV (r. 422–428) e abolisse a dinastia arsácida. Para governar o país, Vemir-Sapor foi nomeado como marzobã e e Vaanes II foi designado à tenência real. Vemir-Sapor morreu em 442, após uma administração considerada justa e liberal, na qual conseguiu manter a ordem sem ferir o sentimento nacional de frente. Vasaces I substituiu-o como marzobã. Vararanes permitiu a manutenção do cristianismo, enquanto procurava acabar com a influência do Império Bizantino sobre a Igreja da Armênia ao anexá-la à Igreja do Oriente. Contudo, seu filho e sucessor, Isdigerdes II (r. 438–457), era um pietista masdeísta e se comprometeu a impor o masdeísmo na Armênia.

## Vida

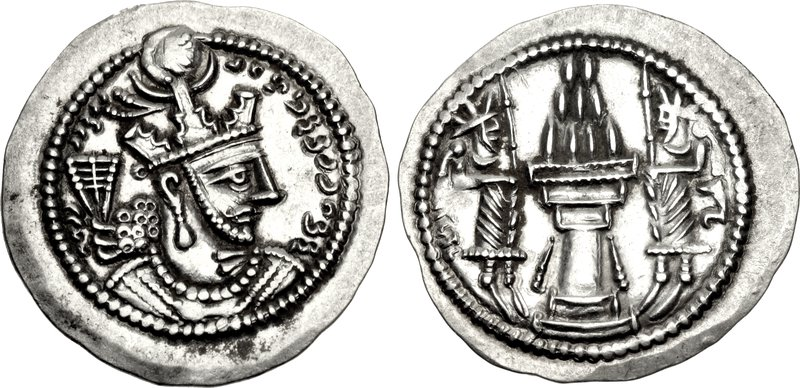
Dracma de r.

Artanes foi membro da família Gabeliano, mas sua parentela é desconhecida. Em 450-451, quando Vardanes II decidiu se rebelar contra Isdigerdes II, permaneceu ao lado de Vasaces I, que era pró-iraniano. Após a derrota dos revoltosos na Batalha de Avarair de 26 de maio de 451, foi nomeado como um dos comandantes iranianos que foram enviados contra Maictes, irmão de Vardanes, que havia ocupado Taique com os últimos resistentes.